# آلفونسو فررو لا مارمورا
آلفونسو فررو لا مارمورا (انگلیسی: Alfonso Ferrero La Marmora؛ ۱۸ نوامبر ۱۸۰۴ – ۵ ژانویهٔ ۱۸۷۸) یک سیاست‌مدار اهل پادشاهی ایتالیا بود.